# 八丈町
八丈町（はちじょうまち）は、東京都の島嶼部に位置する町。
伊豆諸島南部の八丈島および八丈小島を区域とする。八丈小島は現在無人島である。

## 地理

### 河川
- 鴨川
- 大川
- 唐滝川
- 三原川
- 安川
- 芦川

### 山岳
- 八丈富士（西山）
- 三原山（東山）

## 歴史

### 年表
- 1908年（明治41年）4月1日 - 島嶼町村制が施行され、八丈支庁の八丈島に大賀郷村・三根村・樫立村・中之郷村・末吉村が設置される。八丈小島には施行されず、名主制が存続[2]。
- 1929年（昭和4年）5月 - 昭和天皇が乗艦した那智が八重根港に寄港する（天皇の上陸は無し）[3]。
- 1947年（昭和22年）5月3日 - 地方自治法が施行され、八丈小島に鳥打村・宇津木村が設置される。
- 1954年（昭和29年）10月1日 - 三根村・樫立村・中之郷村・末吉村・鳥打村が合併し、八丈村となる[2]。
- 1955年（昭和30年）4月1日 - 大賀郷村・宇津木村を編入し町制施行。八丈町となる[2]。
- 1966年（昭和41年）3月 - 八丈小島の住民から八丈町議会に「移住促進、助成に関する請願書」が提出される。
- 1966年（昭和41年）6月 - 八丈町議会が請願を採択。
- 1966年（昭和41年）7月 - 八丈町議会は「小島引き揚げ対策協議会」を設置。
- 1967年（昭和42年）9月 - 八丈町から東京都に対し「八丈小島の全員離島の実施に伴う八丈町に対する援助」の陳情が行われる。
- 1967年（昭和42年）9月17日 - 八重根港の沖合で台風第20号の強風を避けるために避難していた茨城県の漁船2隻が次々と転覆。死者、行方不明者26人[4]。
- 1968年（昭和43年）10月 - 土地買収に関する住民との協議が成立。土地買収価格（在住者坪当たり93円、不在者60円）。
- 1968年(昭和43年) - 八丈小島のバク病が消える。マレー糸線虫撲滅宣言は行われず。
- 1969年（昭和44年）1月 - インフラ未発達のため、八丈小島からの離島を開始する。
- 1969年（昭和44年）6月 - 八丈小島全島民の移住が完了（全島民撤退時の島の人口は旧宇津木村9戸31人、旧鳥打村15戸60人）。「全国初の全島民完全移住」として注目された。

### 行政区域変遷

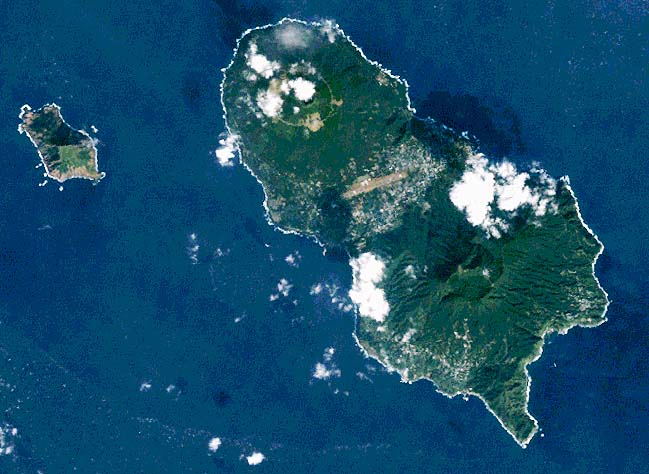
ランドサット衛星写真

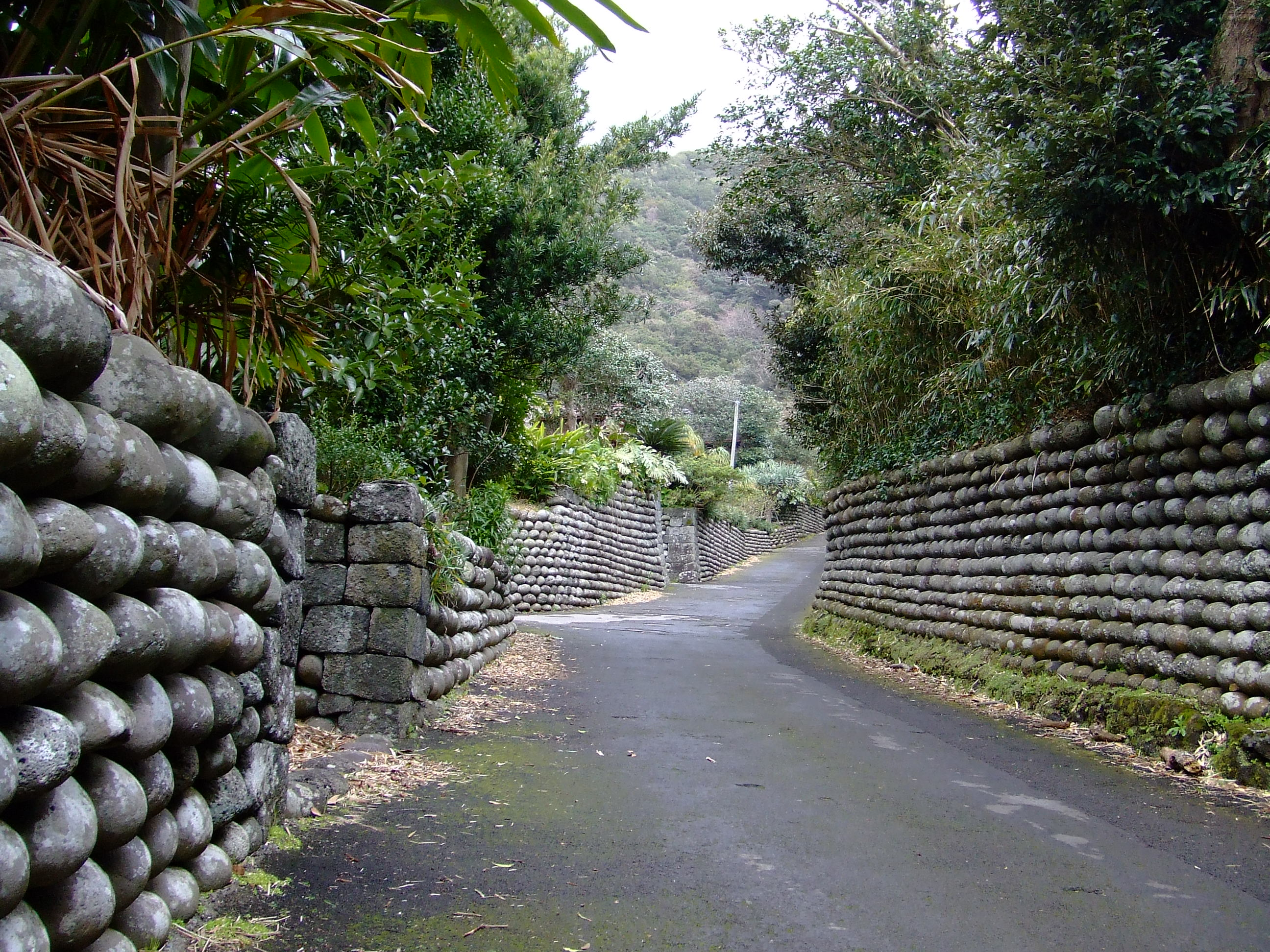
玉石垣

- 変遷の年表

| 八丈町町域の変遷（年表） | 八丈町町域の変遷（年表） | 八丈町町域の変遷（年表） |
| 年                       | 月日                     | 現八丈町町域に関連する行政区域変遷 |
| ------------------------ | ------------------------ | --- |
| 1908年（明治41年）       | 10月1日                  | 八丈島への島嶼町村制施行により、以下の村が発足。 - 三根村 ← 三根村単独で村制施行 - 樫立村 ← 樫立村単独で村制施行 - 中之郷村 ← 中之郷村単独で村制施行 - 末吉村 ← 末吉村単独で村制施行 - 鳥打村 ← 鳥打村単独で村制施行 |
| 1940年（昭和15年）       | 4月1日                   | 伊豆諸島の島嶼町村制が普通町村制に移行。 |
| 1943年（昭和18年）       | 7月1日                   | 東京都制施行により、東京府、東京市が合併し東京都が発足。 |
| 1947年（昭和22年）       | 5月3日                   | 地方自治法の施行により、八丈小島に以下の村が発足。 - 鳥打村 ← 鳥打村単独で村制施行 - 宇津木村 ← 宇津木村単独で村制施行                                                                                               |
| 1954年（昭和29年）       | 10月1日                  | 三根村・樫立村・中之郷村・末吉村・鳥打村とともに合併し、八丈村が発足。 |
| 1955年（昭和30年）       | 4月1日                   | 八丈村は大賀郷村・宇津木村を編入。 - 同日、八丈村は町制施行し八丈町になる。 |

- 変遷表

| 八丈町町域の変遷表 | 八丈町町域の変遷表 | 八丈町町域の変遷表 | 八丈町町域の変遷表 | 八丈町町域の変遷表                         | 八丈町町域の変遷表 | 八丈町町域の変遷表 | 八丈町町域の変遷表 |
| 1868年 以前        | 1868年 以前        | 明治41年 10月1日   | 昭和22年 5月3日    | 昭和22年 - 昭和64年                        | 平成元年 - 現在    | 現在               |                    |
| ------------------ | ------------------ | ------------------ | ------------------ | ------------------------------------------ | ------------------ | ------------------ | ------------------ |
|                    | 三根村             | 三根村             | 三根村             | 昭和29年10月1日 八丈村 昭和30年4月1日 町制 | 八丈町             | 八丈町             |                    |
|                    | 樫立村             | 樫立村             | 樫立村             | 昭和29年10月1日 八丈村 昭和30年4月1日 町制 | 八丈町             | 八丈町             |                    |
|                    | 中之郷村           | 中之郷村           | 中之郷村           | 昭和29年10月1日 八丈村 昭和30年4月1日 町制 | 八丈町             | 八丈町             |                    |
|                    | 末吉村             | 末吉村             | 末吉村             | 昭和29年10月1日 八丈村 昭和30年4月1日 町制 | 八丈町             | 八丈町             |                    |
|                    | 鳥打村             | 鳥打村             | 鳥打村             | 昭和29年10月1日 八丈村 昭和30年4月1日 町制 | 八丈町             | 八丈町             |                    |
|                    | 宇津木村           | 宇津木村           | 宇津木村           | 昭和30年4月1日 八丈村に編入                | 八丈町             | 八丈町             |                    |
|                    | 大賀郷村           | 大賀郷村           | 大賀郷村           | 昭和30年4月1日 八丈村に編入                | 八丈町             | 八丈町             |                    |

## 人口
| |                                        |  |
| 八丈町と全国の年齢別人口分布（2005年） | 八丈町の年齢・男女別人口分布（2005年） |  |
| ■紫色 ― 八丈町 ■緑色 ― 日本全国 | ■青色 ― 男性 ■赤色 ― 女性              |  |
| 八丈町（に相当する地域）の人口の推移 \| 1970年（昭和45年） \| 10,316人 \| \| \| 1975年（昭和50年） \| 10,318人 \| \| \| 1980年（昭和55年） \| 10,244人 \| \| \| 1985年（昭和60年） \| 10,024人 \| \| \| 1990年（平成2年） \| 9,420人 \| \| \| 1995年（平成7年） \| 9,476人 \| \| \| 2000年（平成12年） \| 9,488人 \| \| \| 2005年（平成17年） \| 8,837人 \| \| \| 2010年（平成22年） \| 8,231人 \| \| \| 2015年（平成27年） \| 7,613人 \| \| \| 2020年（令和2年） \| 7,042人 \| \| |                                        |  |
| 総務省統計局 国勢調査より |                                        |  |
| 1970年（昭和45年） | 10,316人                               |  |
| 1975年（昭和50年） | 10,318人                               |  |
| 1980年（昭和55年） | 10,244人                               |  |
| 1985年（昭和60年） | 10,024人                               |  |
| 1990年（平成2年） | 9,420人                                |  |
| 1995年（平成7年） | 9,476人                                |  |
| 2000年（平成12年） | 9,488人                                |  |
| 2005年（平成17年） | 8,837人                                |  |
| 2010年（平成22年） | 8,231人                                |  |
| 2015年（平成27年） | 7,613人                                |  |
| 2020年（令和2年） | 7,042人                                |  |

## 行政
- 町長：山下奉也（やました ともなり、2011年9月25日就任 4期目）[7]

### 歴代町長
『町制施行60周年記念誌』より
|       | 氏名         | 就任          | 退任         | 備考                          |
| ----- | ------------ | ------------- | ------------ | ----------------------------- |
| 初代  | 小宮山俊一郎 | 1955年4月     | 1962年10月   |                               |
| 第2代 | 池田要太     | 1962年10月    | 1969年1月    |                               |
| 第3代 | 峯元清次     | 1969年1月     | 1977年1月    | 1977年から都議会議員連続2期。 |
| 第4代 | 奥山日出男   | 1977年2月     | 1997年1月    |                               |
| 第5代 | 笹本直衛     | 1997年2月     | 2001年1月    |                               |
| 第6代 | 浅沼道徳     | 2001年2月     | 2011年8月5日 | 在職中に死去。                |
| 第7代 | 山下奉也     | 2011年9月25日 |              |                               |

## 議会

### 町議会
- 定数：12人[7]
- 任期：2022年10月25日 - 2026年10月24日
- 議長：山本忠志（2022年10月26日就任）[11]
- 副議長：浅沼憲春（2022年10月26日就任）[11]

### 都議会
2025年東京都議会議員選挙
- 選挙区：島部選挙区
- 定数：1人
- 任期：2025年7月23日 - 2029年7月22日
- 投票日：2025年6月22日
- 当日有権者数：18,912人
- 投票率：58.17％

| 候補者名 | 当落 | 年齢 | 所属党派   | 新旧別 | 得票数  | 備考                                |
| -------- | ---- | ---- | ---------- | ------ | ------- | ----------------------------------- |
| 三宅正彦 | 当   | 53   | 無所属     | 現     | 6,148票 | 2025年6月23日に自民党は追加公認した |
| 伊藤奨   | 落   | 34   | 国民民主党 | 新     | 3,050票 |                                     |
| 奥村光貴 | 落   | 25   | 再生の道   | 新     | 1,449票 |                                     |

### 衆議院
- 選挙区：東京3区（品川区、島嶼部）
- 投票日：2024年10月27日
- 当日有権者数：362,508人
- 投票率：56.83％

| 当落 | 候補者名   | 年齢 | 所属党派     | 新旧別 | 得票数   | 重複 |
| ---- | ---------- | ---- | ------------ | ------ | -------- | ---- |
| 当   | 石原宏高   | 60   | 自由民主党   | 前     | 61,660票 | ○    |
| 比当 | 阿部祐美子 | 60   | 立憲民主党   | 新     | 54,178票 | ○    |
|      | 奥本有里   | 47   | 国民民主党   | 新     | 30,351票 | ○    |
|      | 吉平敏考   | 43   | 日本維新の会 | 新     | 25,745票 | ○    |
|      | 香西克介   | 48   | 日本共産党   | 新     | 12,056票 |      |
|      | 川口めぐみ | 51   | 無所属       | 新     | 8,822票  |      |
|      | 植木洋貴   | 42   | 参政党       | 新     | 8,731票  |      |

## 交通

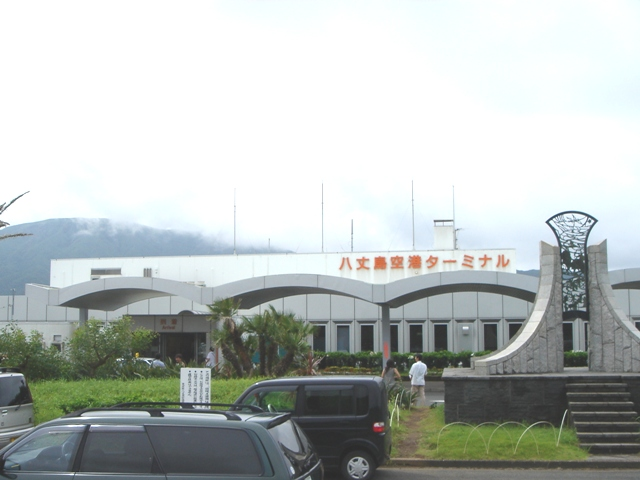
八丈島空港

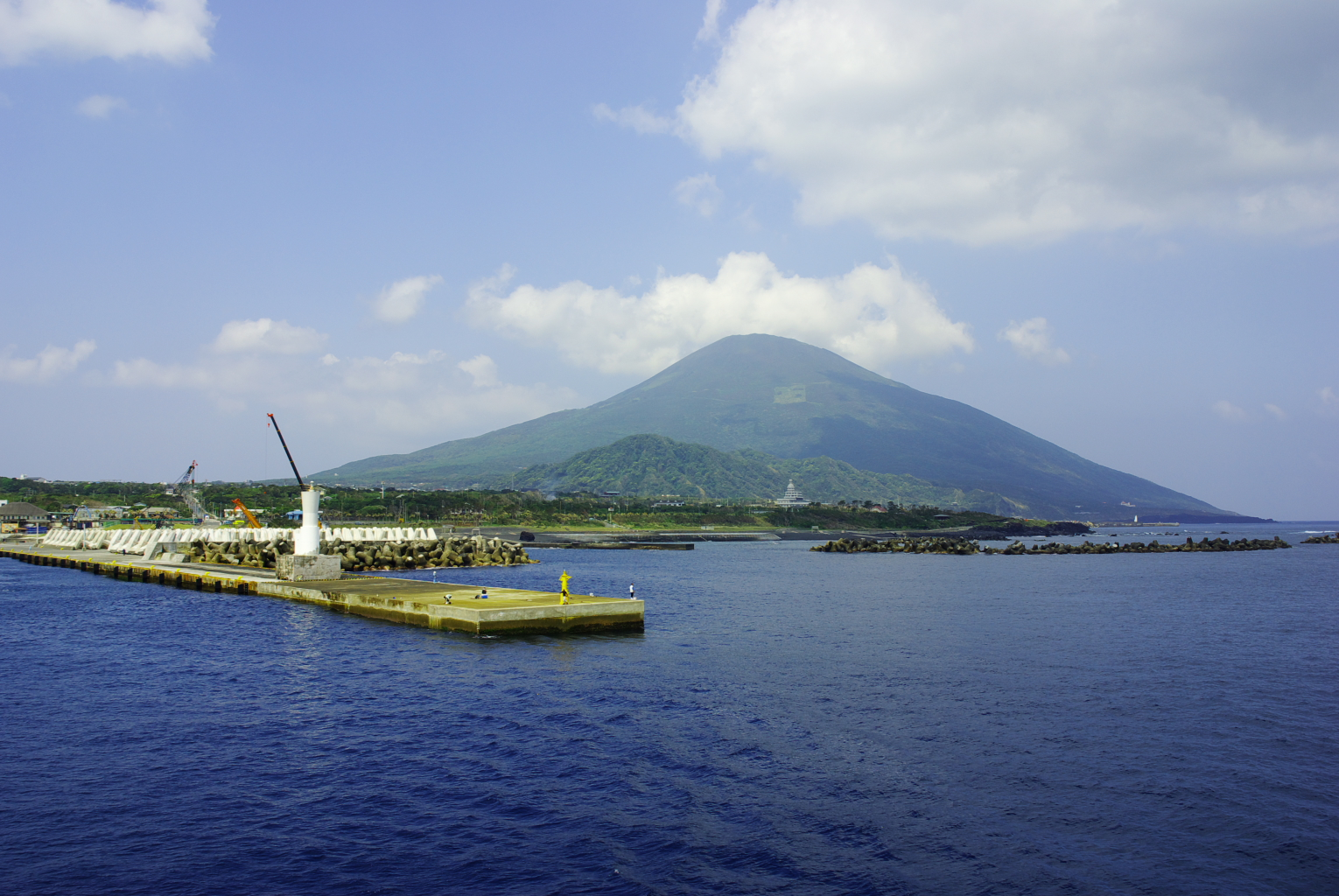
底土港

- 航路（空） - 全日本空輸が八丈島空港より東京国際空港まで、また周辺島嶼区間へは東邦航空によりヘリ輸送が行われ、伊豆諸島最大級の空港になっている。
- 航路（海） - 東海汽船が底土港と東京港（竹芝桟橋）を三宅島・御蔵島経由で毎日運航しているが、航空機と比べて需要が少ない。繁忙期の八丈島発便は伊豆大島にも停泊する。また、伊豆諸島開発が底土港と青ヶ島（三宝港）の間で週4日の船便[13]を運航している。底土 - 三宝航路は平時でも就航率が6割を下回り、ヘリコミューター便が就航するまでは数日青ヶ島から戻れないことも少なくなかった。強風や波浪等悪天候で底土港に入港できない場合は八重根港に発着することもある。
- バス路線 - 八丈町営バスが底土港から末吉間を運行しているが、自家用車の利用が圧倒的に多い事もあり、利用率が低迷している。
- 国道 - 町内を走る一般国道はない。
- 都道
  - 東京都道215号八丈循環線
  - 東京都道216号神湊八重根港線
  - 東京都道217号汐間洞輪沢港線

## 地域
現在の八丈町は大賀郷（おおかごう）、三根（みつね）、樫立（かしたて）、中之郷（なかのごう）、末吉（すえよし）の五集落からなる。これらの集落は1908年に八丈支庁が設置され、八丈島に町村制が施行された時は、それぞれが独立した自治体（村）であった。八丈富士と三原山の中間にある平野部に存在する大賀郷と三根をあわせて坂下地区、三原山周辺にある樫立、中之郷、末吉をあわせて坂上地区と称することもある。島民はほとんど坂上、坂下で区別する。この坂上地区と坂下地区は日露戦争の戦勝を記念して造られた大坂トンネルを境に分かれており、このトンネルが完成するまでは両地区を行き来するには山を越える必要があった。
2020年7月現在、町の人口約7,300人の内約6,000人が坂下地区に在住している。今でこそは利便性などもあり坂下地区に人口が多くなっているが、大昔島に人が住み着いたころは水源が豊富であることから樫立地区に人が多く集まっていたという説がある。
八丈富士周辺は大賀郷と三根に属し、通称永郷（えいごう）地区と呼ばれている。三根側の当地区はさらに三根永郷地区と称される。かつては多数の農家が入植し、小学校の分教場が置かれたこともあったが、利便性などの事情により、現在は農家が僅かに存在するだけである。
地方ではよくあることだが、各集落内は部落と呼ばれる更に細かい区域分けがされている。秋に各地区で行われる運動会では部落対抗リレーが行われたり、祭礼も部落ごとに行われることがある。

### 教育
小学校

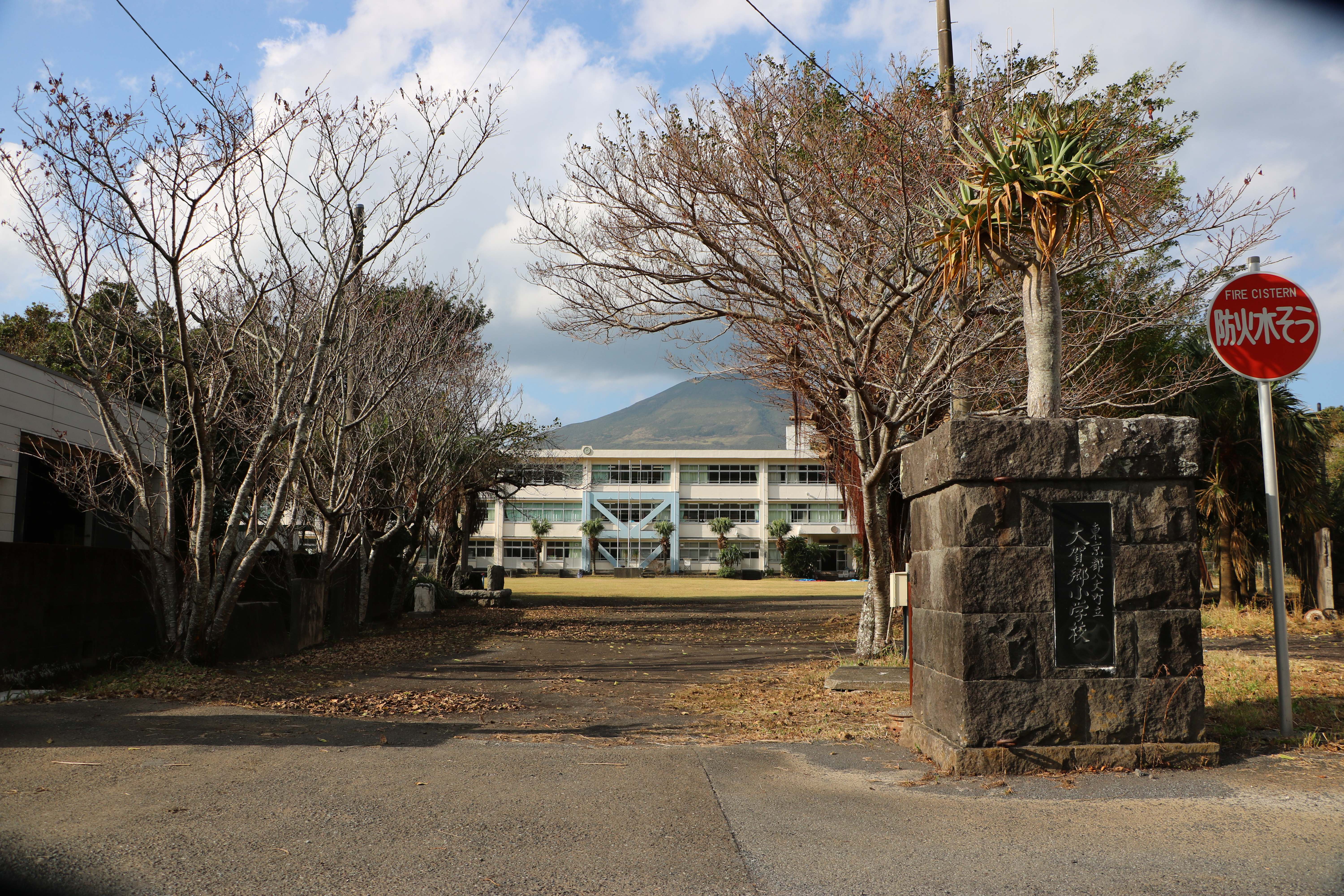
八丈町立大賀郷小学校
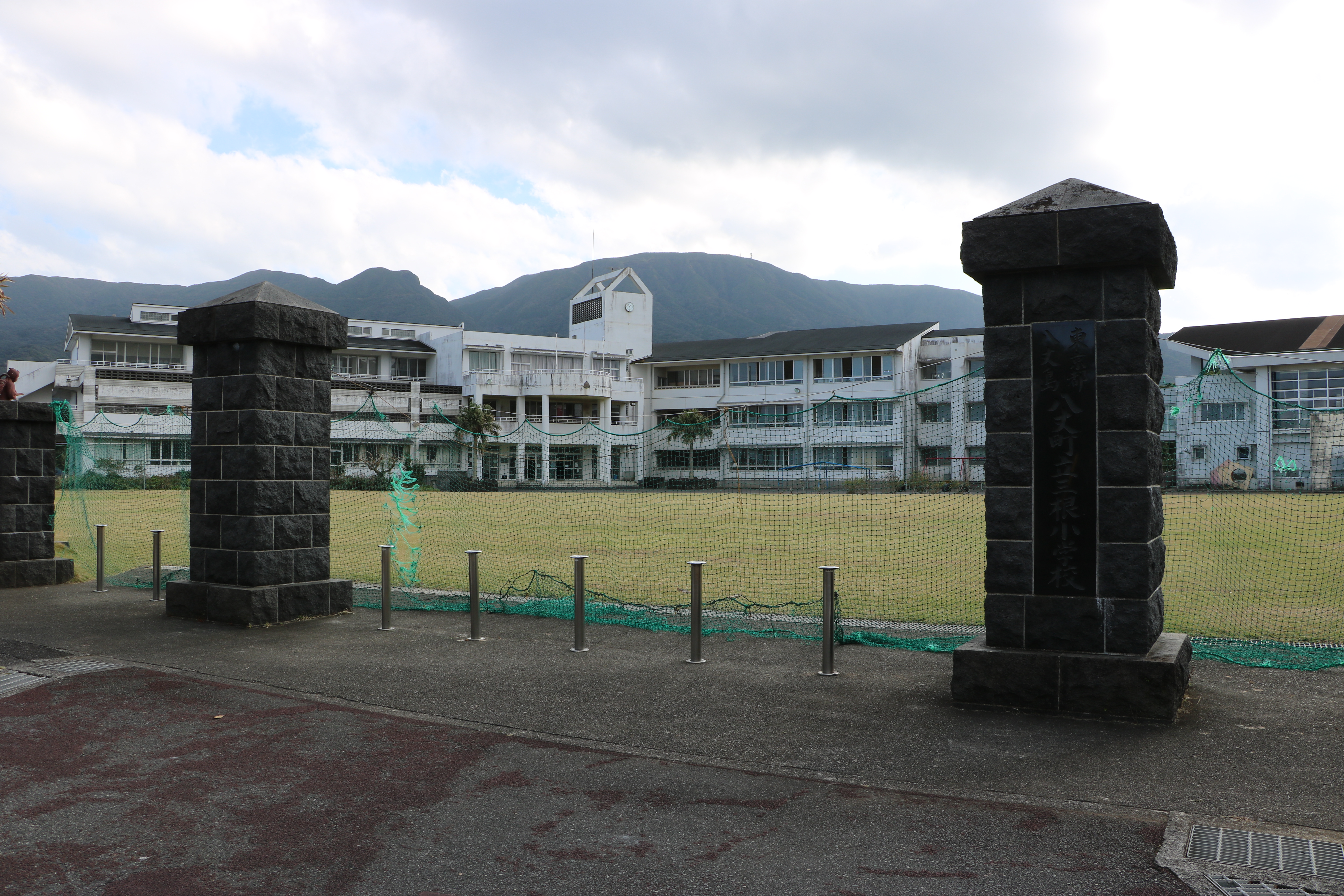
八丈町立三根小学校
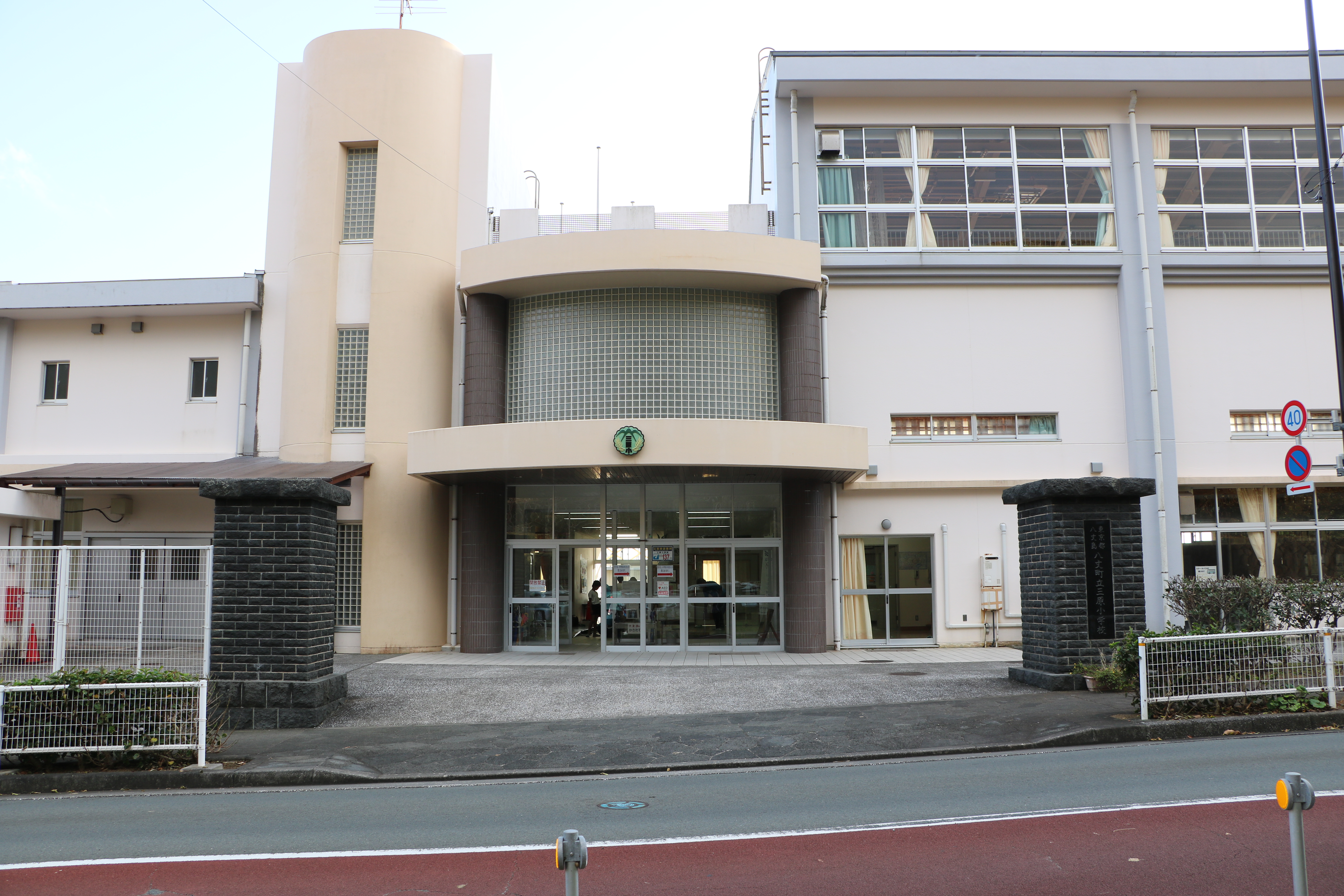
八丈町立三原小学校
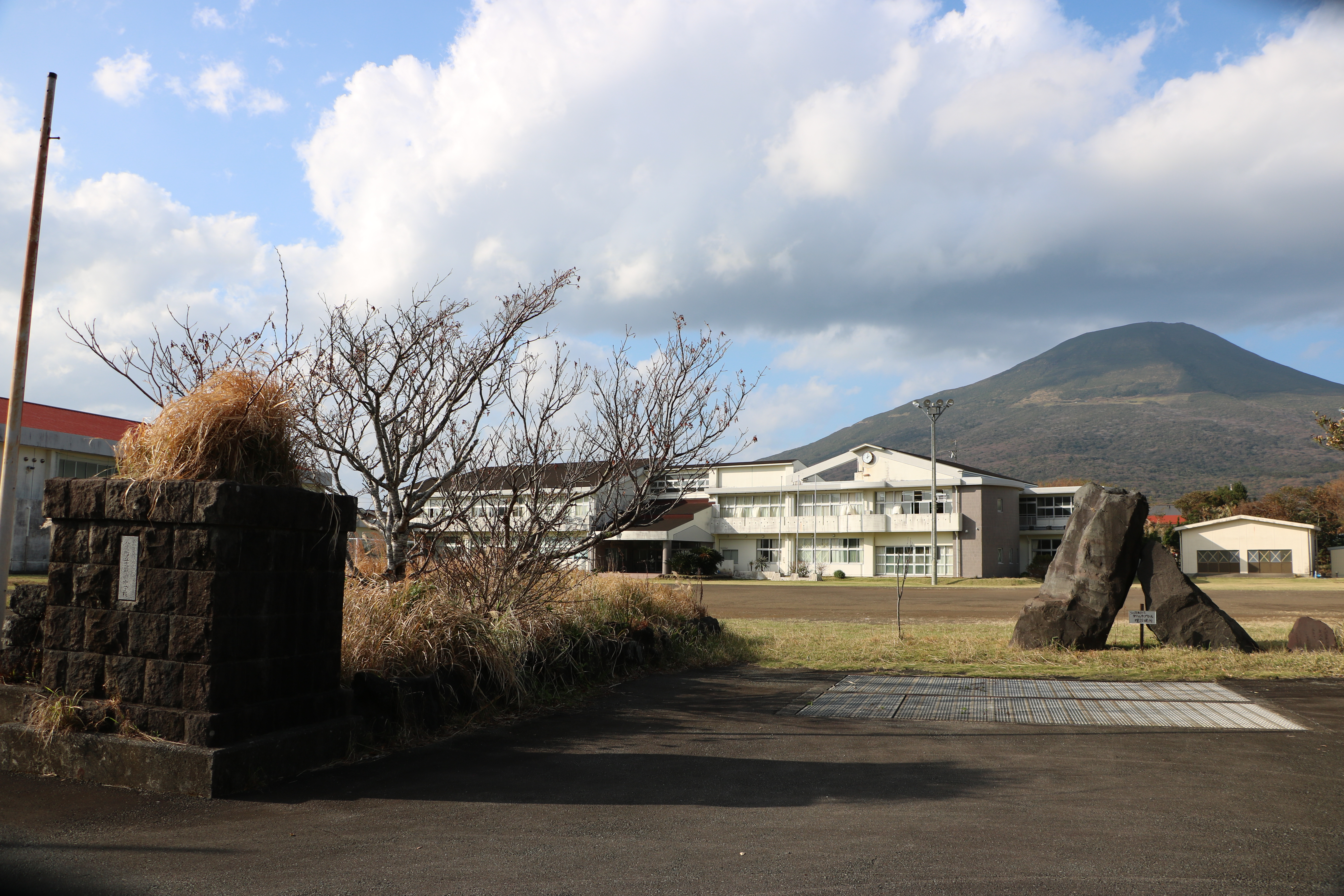
大賀郷中学校
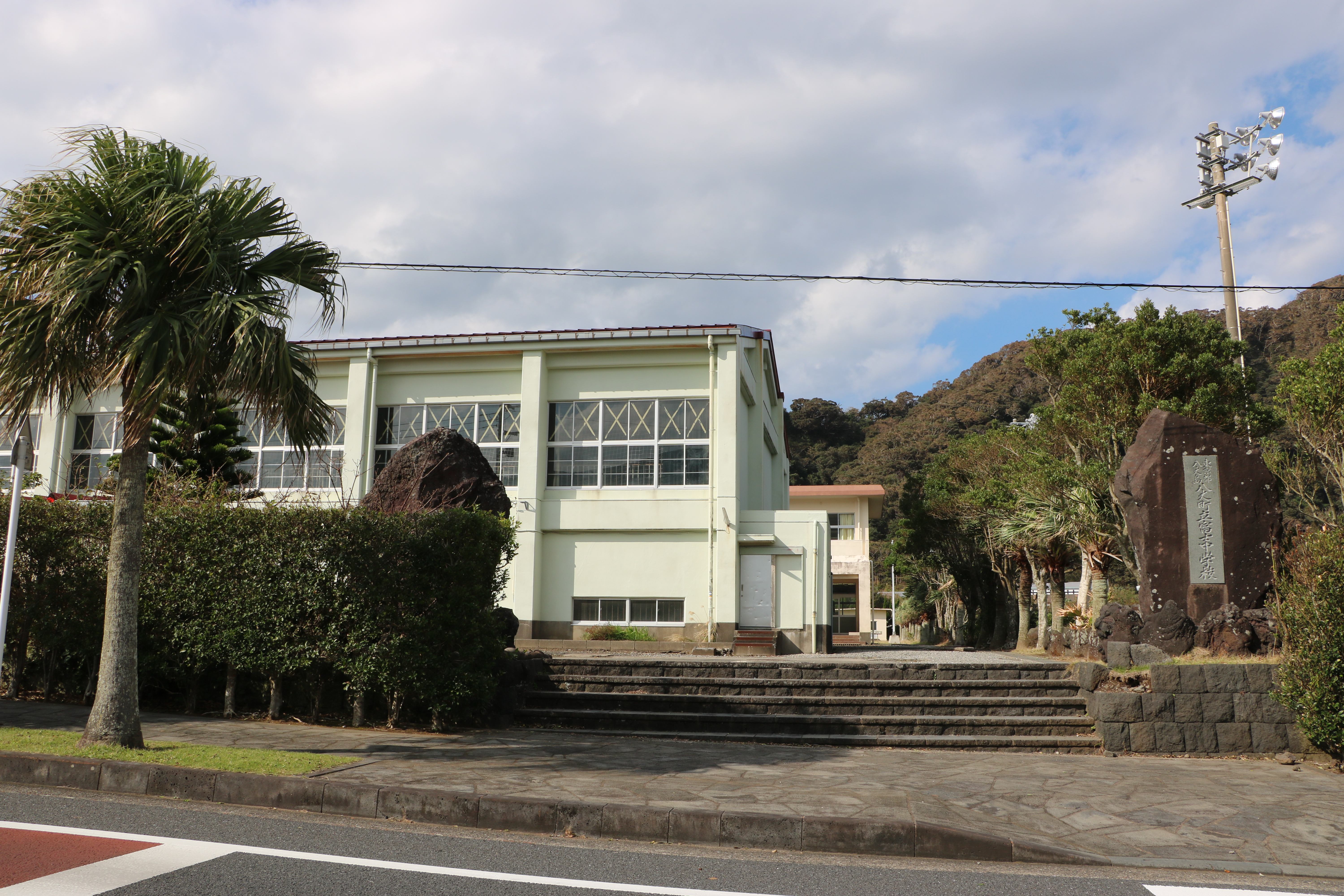
富士中学校
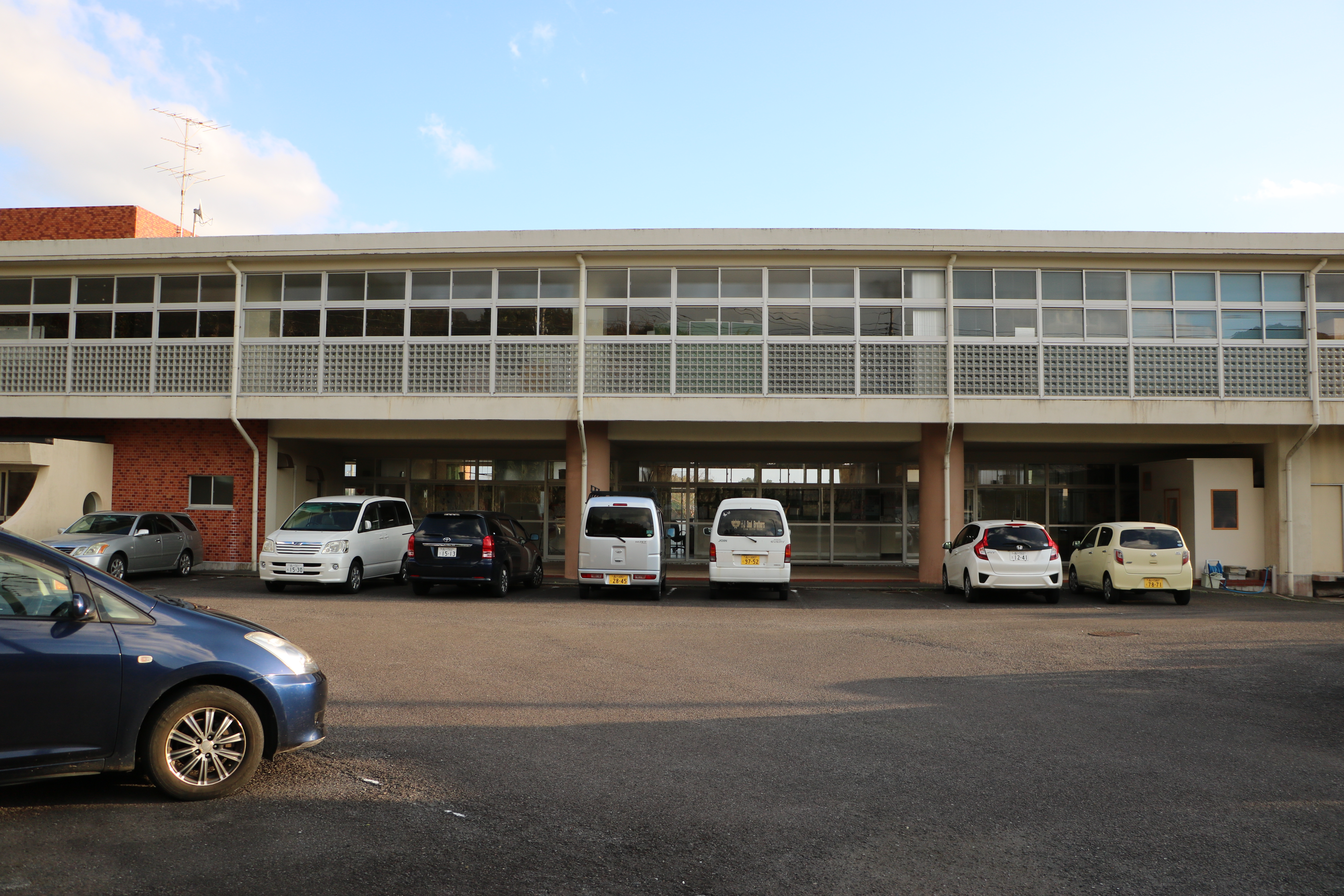
三原中学校

中学校
- 八丈町立大賀郷中学校
- 八丈町立富士中学校
- 八丈町立三原中学校

高等学校
- 東京都立八丈高等学校

- 大賀郷小学校
- 三根小学校
- 三原小学校
- 大賀郷中学校
- 富士中学校
- 三原中学校

### 郵便
（※2013年10月現在）
- 日本郵便株式会社
  - 三根郵便局（三根）
  - 八丈島郵便局（大賀郷）
  - 八丈島樫立郵便局（樫立）
  - 中ノ郷郵便局（中之郷）
  - 末吉郵便局（末吉）
  - 三根川向簡易郵便局（三根）→令和3年3月の営業をもって廃止となった。

三根郵便局・中ノ郷郵便局では土曜・休日にも郵便窓口を営業（午前中のみ）。

### 金融機関
- みずほ銀行浜松町支店八丈島特別出張所
- 七島信用組合八丈島支店

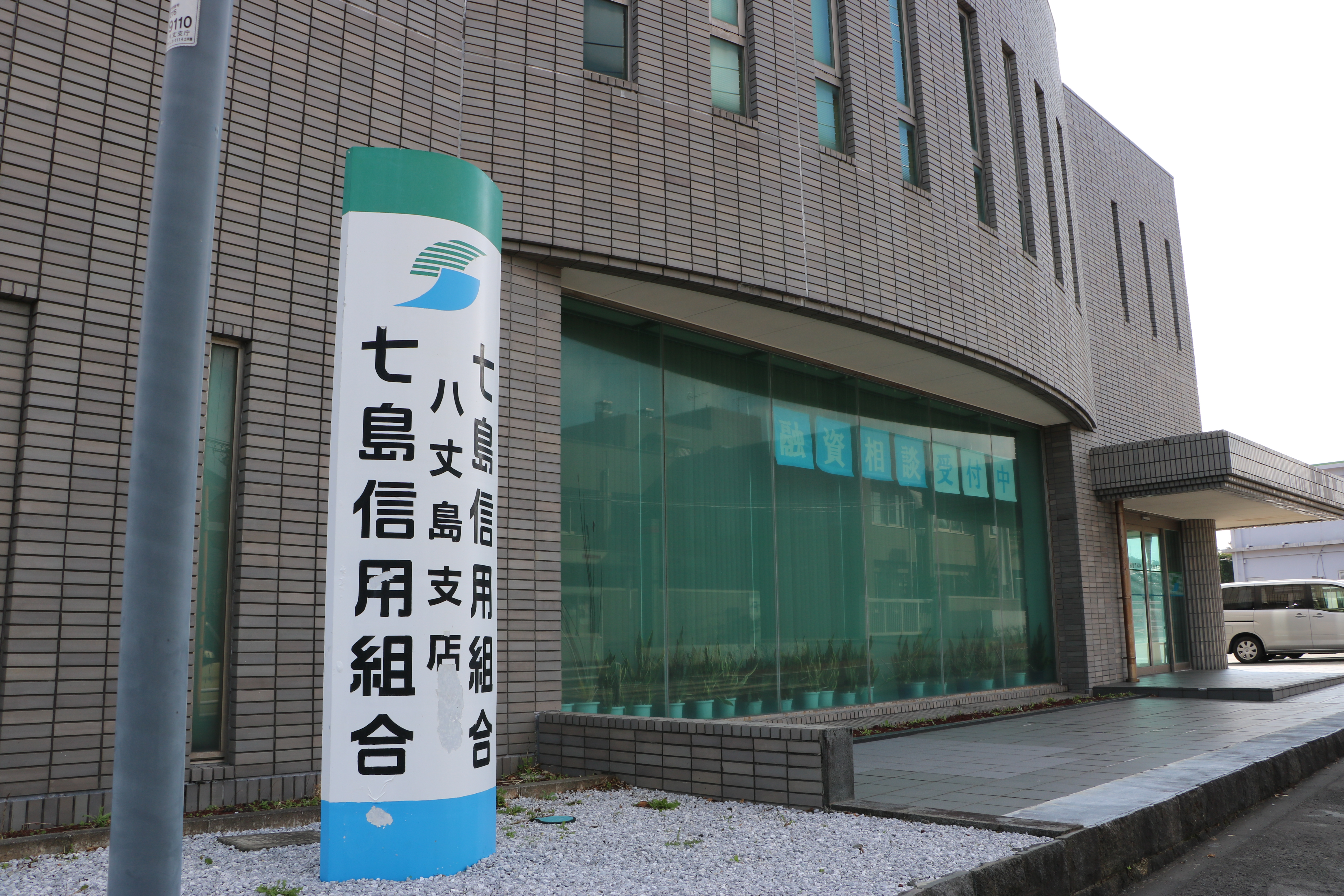
七島信用組合八丈島支店

- JA東京信連本店八丈島代理店（JA八丈本店内に設置され、同JAが代理店として運営）

### 医療機関
- 国民健康保険町立八丈病院(三根) - 東京都島しょ部で唯一の医療法上の病院である
- ほか9つの無床診療所

## 自治体交流
- 姉妹都市
  -  ハワイ州・マウイ郡 - 1964年8月10日に関係締結。パブリックロードレースへの招待などを行っている。
- 姉妹島
  - 沖縄県島尻郡南大東村（南大東島） - 1982年1月23日に姉妹島提携。
- 友好都市
  - 東京都小笠原村 - 1988年6月26日に友好都市提携。6月26日は小笠原諸島返還記念日である。

## 出身者
- 天野花（シンガーソングライター）
- 大沢千秋（声優）
- 奥山恵二（アマチュアレスリング選手、1992年バルセロナオリンピック代表）
- 奥山武宰士（サッカー選手、アルビレックス新潟）
- 加藤成順（ミュージシャン、MONO NO AWAREメンバー）
- 川越にこ（AV女優）
- 菊池義郎（衆議院議員）
- 渋谷悠（劇作家・脚本家・映画監督・舞台演出家）
- 杉浦双亮（お笑いコンビ、360°モンキーズ）
- 滝口悠生（小説家）
- 玉置周啓（ミュージシャン、MONO NO AWAREメンバー）
- 畑中葉子（歌手）
- 松本充代（漫画家）
- 山本清史（映画監督）

架空の人物
- 朝香果林（『ラブライブ!虹ヶ咲学園スクールアイドル同好会』の登場人物）

## ゆかりの人物・作品

### 人物
- 宇喜多秀家 （関ヶ原の戦い後、息子2人と共に流罪になり、八丈島で50年過ごす。墓は大賀郷の稲場墓地）
- 宇喜多秀高 （宇喜多秀家の長男）
- 宇喜多秀継 （宇喜多秀家の次男）
- 川越にこ 　(セクシー女優)
- 早苗ネネ（じゅん&ネネメンバー。一時期定住し、町長選出馬や、都立八丈高等学校定時制に通学するなどした）
- 淺沼海（女性声優。オフィス・ティービー所属）

### 作品
- 八丈島#八丈島が舞台となっている作品を参照。